# 강감찬 생가 터
강감찬 생가 터는 서울특별시 관악구에 있는 강감찬  장군의 출생지이다. 1974년 8월 21일 서울특별시의 기념물 제3호로 지정되었다.

## 개요
인헌공 강감찬(948∼1031) 장군이 태어난 집터로, 그가 태어나던 날 밤에 하늘에서 큰 별이 떨어졌다고 하여 ‘낙성대’라는 이름을 지었다고 한다. 또한 그 자리에는 장군이 태어난 곳임을 나타내기 위하여 3층 석탑을 세웠다고 한다.
강감찬은 거란의 40만 대군을 무찌르는 등 나라를 위해 일생을 바친 고려의 명장이다. 이러한 그의 뜻을 본받아 1973년 낙성대를 깨끗이 한 후, 사당과 부속 건물을 새로 세우고, 석탑도 지금의 낙성대 경내로 옮겼다. 그리고 1974년 높이 2m의 유허비(遺墟碑)를 세워 사적임을 표시하였다.

## 같이 보기
- 강감찬
- 낙성대
- 낙성대 삼층석탑 - 서울특별시 유형문화재 제4호

## 참고 자료
- 강감찬생가터 - 국가유산청 국가유산포털